# Plicaturaceae
Plicaturaceae är en familj av svampar som beskrevs av Walter Jülich. Plicaturaceae ingår i ordningen skivlingar, klassen Agaricomycetes, divisionen basidiesvampar och riket svampar.
Kladogram enligt Dyntaxa:
| Plicaturaceae | \| \| Plicatura \| \| \| \| \| \| Plicaturopsis \| \| \| \| |
|               | \| \| Plicatura \| \| \| \| \| \| Plicaturopsis \| \| \| \| |
|               | Plicatura                                                   |
|               |                                                             |
|               | Plicaturopsis                                               |
|               |                                                             |